# 453 př. n. l.

## Hlava státu
- Perská říše – Artaxerxés I.  (465 – 424 př. n. l.)
- Egypt – Artaxerxés I.  (465 – 424 př. n. l.)
- Sparta – Pleistoanax  (458 – 409 př. n. l.) a Archidámos II.  (469 – 427 př. n. l.)
- Athény – Ariston  (454 – 453 př. n. l.) » Lysicrates  (453 – 452 př. n. l.)
- Makedonie – Alketás II.  (454 – 448 př. n. l.)
- Epirus – Admetus  (470 – 430 př. n. l.)
- Odryská Thrácie – Teres I.  (460 – 445 př. n. l.)
- Římská republika – konzulové Sextus Quinctilius, P. Curiatius Fistus Trigeminus a Sp. Furius Medullinus Fusus (453 př. n. l.)
- Kartágo – Hanno II.  (480 – 440 př. n. l.)